# The Monster That Challenged the World
The Monster That Challenged the World est un film de science-fiction américain réalisé par Arnold Laven, sorti en 1957.

## Synopsis
Une armée de mollusques préhistoriques émergent de Salton Sea en Californie après un tremblement de terre.

## Fiche technique
- Réalisation : Arnold Laven
- Scénario : Pat Fielder
- Producteurs : Arthur Gardner, Jules V. Levy
- Société de production : Gramercy Pictures, Inc
- Photographie : John D. Faure
- Musique : Heinz Eric Roemheld
- Montage : Lester White
- Distributeur : United Artists
- Durée : 83 minutes
- Date de sortie : 14 juin 1957[1]

## Distribution
- Tim Holt : Lt. Cmdr. John "Twill" Twillinger
- Audrey Dalton : Gail MacKenzie
- Mimi Gibson : Sandy MacKenzie
- Hans Conried : Dr. Jess Rogers
- Harlan Warde : Lt. Robert "Clem" Clemens
- Max Showalter : Dr. Tad Johns
- Gordon Jones : Sheriff Josh Peters
- Marjorie Stapp : Connie Blake
- Dennis McCarthy : George Blake
- Barbara Darrow : Jody Simms
- Robert Beneveds : Seaman Morty Beatty
- Charles Herbert : boy with Morty's cap
- Jody McCrea : Seaman Fred Johnson
- Wallace Earl : Sally